# شیخ تیدیانه نیانگ
شیخ تیدیانه نیانگ (انگلیسی: Cheick Tidiane Niang؛ زادهٔ ۸ دسامبر ۱۹۹۶) بازیکن فوتبال اهل مالی است.
از باشگاه‌هایی که در آن بازی کرده است می‌توان به باشگاه ورزشی جولیبا اشاره کرد.
وی همچنین در تیم ملی فوتبال مالی بازی کرده است.